# 에스테르 아세보
에스테르 아세보(Esther Acebo, 1983년 ~ )는 스페인의 배우이다.